# Langmachen (Pferdewette)
Unter dem Langmachen versteht bzw. verstand man das legale Beeinflussen einer Wettquote beim Pferderennen.

## Begriffserklärung
Der Begriff Langmachen erklärt sich durch das Verlängern, also Erhöhen einer Auszahlungsquote am Totalisator auf der Rennbahn.

## Vorgehensweise

### Grundlagen

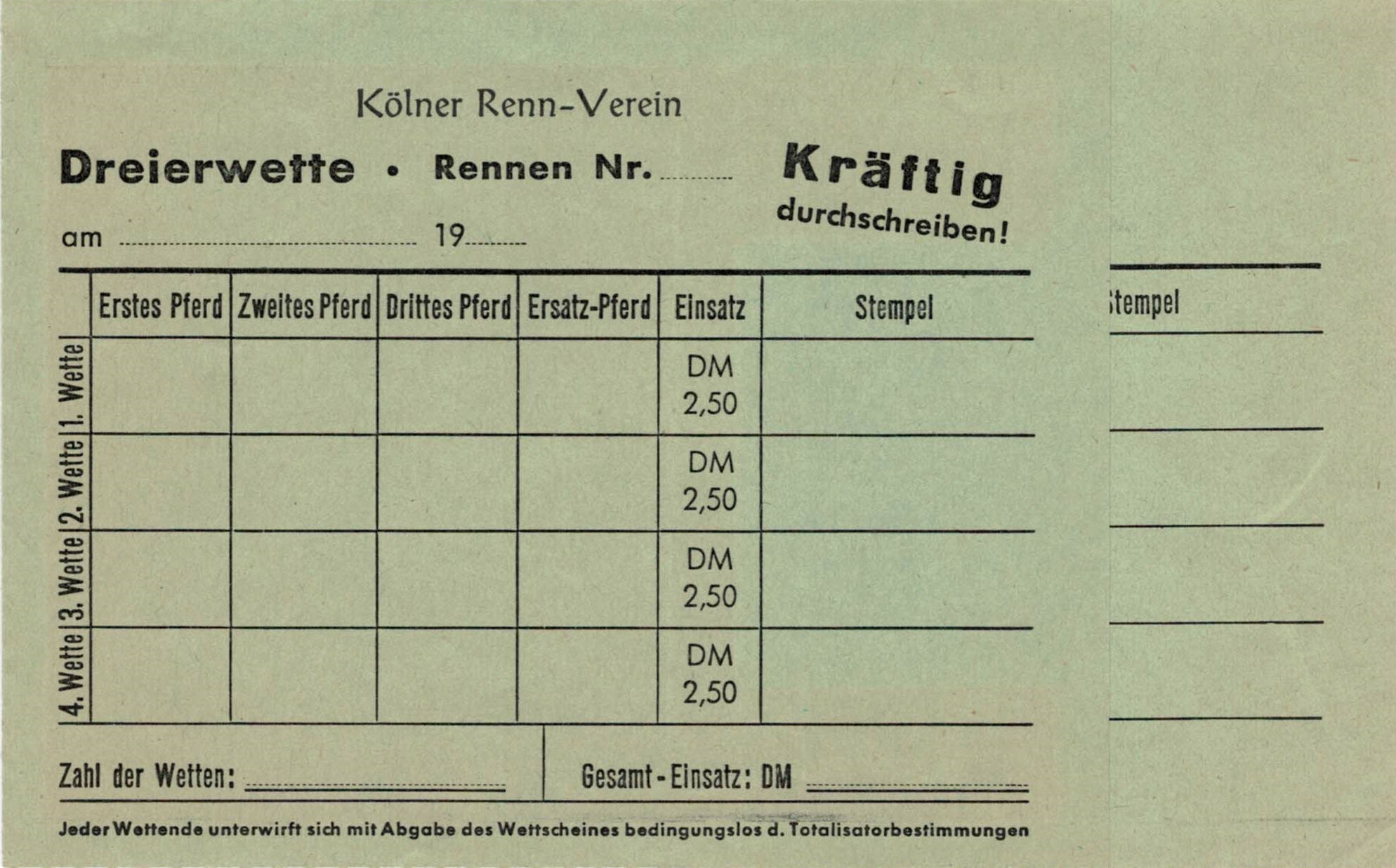
Durchschreibewettschein für Dreierwetten 1960er Jahre

Das Langmachen stammt aus der Zeit, in der auf den Pferderennbahnen noch ohne Elektronentoto (computermäßiges Erfassen angelegter Wetten) gearbeitet wurde. Hierbei wurden die Wetten noch händisch über Durchschreibewettscheine (ein Abschnitt wurde dem Wetter ausgehändigt, der zweite verblieb an der Wettkasse) oder verkaufte Einzelwettscheine registriert. Eine permanente Anzeige der Eventualquoten (Wettstände auf Sieg) im Totalisator war somit nicht möglich. Der Wettmarkt wurde dem Besucher auf der Rennbahn nur durch die Vorwetten, also die bereits auf Sieg über die Wettannahmestellen eingegangenen Geldbeträge, bekannt gegeben. Die tatsächlichen Auszahlungsquoten mussten nach dem Rennen manuell durch Auswertung aller Wettscheine ermittelt werden.

### Durchführung
Beim Langmachen ging es darum, die Auszahlungsquote (Siegwette) eines favorisierten Pferdes durch geschicktes Wetten auf andere Pferde anzuheben (am Totalisator auf der Rennbahn wird gegen die anderen Spieler gewettet). Hierzu eigneten sich insbesondere Rennen mit wenigen Teilnehmern und einem herausragenden Favoriten, vorzugsweise an nicht bedeutsamen Renntagen mit wenig Publikum. Durch einen geringen Umsatz am Totalisator (damals konnte nicht über das Internet gewettet werden) wurde das Langmachen erleichtert, da weniger Kapital eingesetzt werden musste, um die Quote des Favoriten zu verlängern (wird mehr Geld auf Außenseiter gesetzt, steigt die Auszahlungsquote des Favoriten).
Parallel zur Wette auf der Rennbahn wettete man bei einem oder, um keinen Verdacht zu erregen, bei mehreren Buchmachern auf den auf der Rennbahn verlängerten Favoriten, zu einer insgesamt hohen Summe. Hierbei war darauf zu achten, dass diese Wetten nicht zu einem Festkurs (feste Auszahlungsquote durch den Buchmacher), sondern zur variablen Eventualquote (Totalisatorquote) der Rennbahn abgeschlossen wurden. Im Gewinnfall stand der Buchmacher mit seinem Eigenkapital für die auf der Rennbahn ermittelte Auszahlungsquote ein und musste diese langgemachte Quote dem Wettenden auszahlen.
Eine weitere Variante bot sich durch das Vorwetten eines Pferdes gegen den Favoriten in einer der Wettannahmestellen der Rennvereine. Ein hoher Vorwettbetrag konnte Wetter auf der Rennbahn dazu animieren, ebenfalls auf dieses vermeintlich gute Pferd zu setzen, und somit den Effekt des Langmachens verstärken. Risiko bei dieser Vorgehensweise war allerdings, durch die hohe Vorwette (auf der Rennbahn vor jedem Rennen bekannt gegeben) das Gegenwetten des Buchmachers am Rennbahntotalisator zu provozieren.

### Rechenbeispiel
In dem aufgeführten Rechenbeispiel sind die Daten eines 1968 gelaufenen Rennens zugrunde gelegt und entstammen einem Rennen, in welchem nur 3 Pferde an den Start gingen. Es wurde auf der Galopprennbahn Hannover gelaufen. Erwartungsgemäß hätte der Favorit einen Siegtoto (Siegquote) von etwa 12:10 (heute 1,2 : 1), also 12 Mark für 10 Mark Einsatz auszahlen müssen. Durch das Langmachen betrug die Siegquote 22:10.
- 5.000.- DM Einsatz auf der Rennbahn gegen den Favoriten
- 20.000.- DM Einsatz beim Buchmacher auf den Favoriten
- 3.000.- DM Unkosten beim Buchmacher durch die erhobene Wettsteuer

Der Gesamteinsatz hätte also 28.000 DM betragen. Der Gewinn auf den Favoriten bei der Auszahlungsquote 22:10 (heute 2,2 :1) betrug insgesamt 44.000 DM.

### Einführung des Elektronentotos

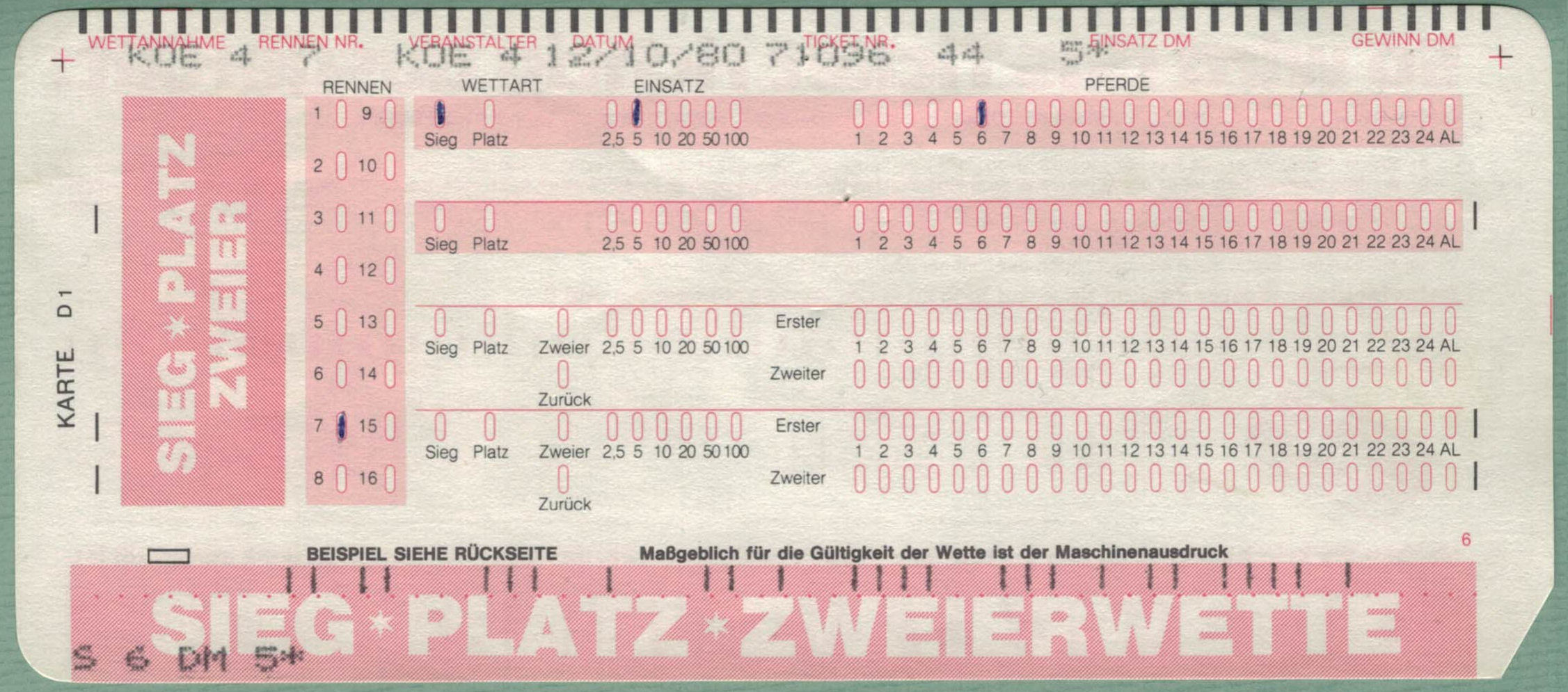
Wettkarte D1 für den Elektronentoto

Nach Einführung automatischer Wettscheinlesemaschinen und computermäßiger Registrierung der Wetten (Elektronentoto) wurde die Möglichkeit des Langmachens zumindest erschwert. Der Verlauf der Wettstände wurde nun fortlaufend dem Publikum über die Fernsehbildschirme vermittelt, und ein starker Anstieg der Siegquote des Favoriten forderte das Gegenwetten durch andere heraus. Derartige Wettverläufe konnten das Abwerfen der beim Buchmacher getätigten Wetten hervorrufen. Hierzu ließ dieser das Geld der auf den Favoriten angenommenen Wette einfach wieder einfließen, indem er selbst am Totalisator auf der Rennbahn auf den Favoriten wettete. Der eigentliche Spieler (Langmacher) wettete nun quasi gegen sich selbst. Demnach durfte das Langmachen nun erst kurz vor dem Start erfolgen, wenn die Warteschlangen an den Totokassen erfahrungsgemäß lang waren.
Den ersten Elektronentoto in Deutschland gab es auf der Trabrennbahn Gelsenkirchen bereits im Jahr 1969. Im selben Jahr folgte der zweite auf der Trabrennbahn Recklinghausen. Auf den deutschen Galopprennbahnen erfolgte die Einführung zunächst auf den sieben westdeutschen Rennbahnen im Jahr 1980.

### Gefahren für den Spieler
Allein das benötigte Kapital, um auf der Rennbahn die Quote zu beeinflussen, musste in die Tausende (D-Mark) gehen. Zusätzlich mussten hohe Summen beim Buchmacher gewettet werden, um den Verlust auf der Rennbahn auffangen zu können und in die Gewinnzone zu gelangen. Dies erforderte ein gutes Kalkulationsvermögen, in dessen Berechnung zusätzlich die Wettsteuer einbezogen werden musste.
Verlor der langgemachte Favorit dennoch, war das Geld an den Buchmacher verloren und es ergab sich die Möglichkeit, durch die auf der Rennbahn gegengewetteten Pferde mit der verkürzten Quote wenigstens einen Teil seines Geldes zurückzugewinnen. War diese Quote jedoch stark verkürzt, verlor man trotzdem hohe Summen.
Des Weiteren bestand die Gefahr, dass der Buchmacher das eingesetzte Geld selbst am Totalisator gegenwettete und somit die langgemachte Quote wieder verkürzte. Das Langmachen war ein direkter Konkurrenzkampf zwischen Spieler (Langmacher) und Buchmacher.

### Vorteile anderer Beteiligter
Als Profiteure des Langmachens können die Rennvereine angesehen werden, welche durch hohe Umsätze am Totalisator ihren Anteil steigerten. Zum anderen waren jene Spieler auf den Rennbahnen im Vorteil, die durch das Langmachen auf den Favoriten eine höhere Auszahlungsquote erhielten.

### Eigenschutz der Buchmacher
Heute schützen sich Buchmacher durch limitierte Auszahlungsquoten oder lassen keine sehr hohen Einsätze mehr zu, sodass das Langmachen im Regelfall nicht mehr lukrativ ist. Zudem kann der Buchmacher durch Beobachtung des Quotenverlaufs (z. B. im Internet) hohe Risiken durch Abwerfen (Einbringen der Wetten in den Rennbahntotalisator) minimieren.

## Beispiele

### 15. August 1979 auf der Galopprennbahn Gelsenkirchen-Horst
Nach dem Rennwochenende um den ARAL-Pokal war in der darauffolgenden Mittwochsveranstaltung nur noch mit mäßigem Besucherandrang zu rechnen. Im 2. Rennen, dem Preis der Lüneburger Heide, einem Jagdrennen, kamen nur 8 Pferde an den Start. Nach allen Formen stand Thalasso (3 Siege bei 4 Starts im Jahr 1979) klar in der Favoritenrolle. Ein Rumpler am letzten Hindernis brachte Jockey Dennis Sherwood zwar fast noch zu Fall, aber Thalasso gewann hochüberlegen mit Weile (mehr als 10 Längen Vorsprung).
Die Auswertung der angelegten Wetten ergab eine Siegquote von 84:10 (heute 8,4 :1), während die Platzquote erwartungsgemäß 10:10 (10 für 10) lautete. Die Zweierwette (die ersten beiden Pferde in korrekter Reihenfolge) zahlte mit 64:10 weniger als der Siegtoto. Die Dreierwette zahlte 288:10.
Clevere Wetter waren auf der Rennbahn mit rund 60.000 DM auf die Außenseiter eingestiegen. Der geschätzte Gewinn der Langmacher soll nach Angaben der Buchmacher rund 200.000 DM betragen haben.

### 12. Oktober 1980 auf der Galopprennbahn Hannover
An diesem Sonntag war das Ohe-Rennen das letzte Rennen der Tageskarte. Erwartungsgemäß sollten die Umsätze in diesem Halbblutrennen wieder gering ausfallen. Leonid war der Favorit (4 Siege und 3 zweite Plätze bei 7 Starts im Jahr 1980).
Die Auswertung der Siegwetten ergab eine Siegquote von 108:10 (heute 10,8 :1) und es war anzunehmen, dass auch hier Langmachen im Spiel gewesen war.

## Nachweise
1. 1 2 3 4  Hannoverscher Rennverein e. V. (Hrsg.): 125 Jahre Hannoverscher Rennverein e. V. Selbstverlag, Hannover 1992, S. 114.
2. ↑  Adolf Furler, Fritz Klein: In Sattel und Sulky. Verlag Gerhard Stalling A.G., Oldenburg / Hamburg 1976, ISBN 3-7979-1944-1, S. 80 ff.
3. ↑  Album des Deutschen Rennsports 1980. Deutscher Sport-Verlag Kurt Stoof GmbH & Co., Köln 1981, S. 1 ff.
4. ↑  Direktorium für Vollblutzucht und Rennen (Hrsg.): Jahres-Rennkalender. Selbstverlag, Köln 1979, S. 589 ff.
5. ↑  Direktorium für Vollblutzucht und Rennen (Hrsg.): Jahres-Rennkalender. Selbstverlag, Köln 1980, S. 830 ff.